# Rosenburg (Geestland)

Rosenburg auf der Karte des Amtes Bederkesa von 1603

Die Rosenburg ist eine abgegangene Niederungsburg zwischen den Ortsteilen Debstedt und Drangstedt der niedersächsischen Stadt Geestland östlich der Autobahnabfahrt Debstedt.
Es handelt sich um die Reste einer kleinen Niederungsburg, die atypisch viereckige Wälle hatte, das innere Viereck mit ca. 7–8 m Kantenlänge und das äußere mit ca. 20 m. Der etwa von Südwest nach Nordost verlaufende Zugang war durch zwei weitere Wälle und dazwischen liegende Gräben geschützt, während das übrige Gelände um die Burg so morastig war, dass sich von dort kein Feind nähern konnte. Wallreste im größeren Abstand zur Burg lassen vermutet, dass bei Gefahr das ganze Gelände durch die Stauung des Baches geflutet werden konnte, der 1979 noch östlich an der Burg in Richtung des heute nicht mehr existierenden Hymensees vorbeifloss.
Die Burg sperrte den südlich dicht an ihr vorbeiführenden Weg von den Küstenregionen wie dem Land Wursten zu den Burgen in Bederkesa und Elmlohe. Sie war zu unbedeutend, um in mittelalterlichen Urkunden oder Chroniken Erwähnung zu finden. Obwohl in einer Prozessakte über einen Grenzstreit von 1576 zwischen den Einwohnern der Kirchspiele in Lehe und Debstedt auf einer Skizze die Rosenburg als Anhaltspunkt eingezeichnet war, klagte 1597 der bremische Amtmann auf der Burg Bederkesa: ... waß die Rosenborch mag gewest sein, ist dem lieben Gott bekant, ... Als 1603 der Kupferstecher Wilhelm Dilich die erste Karte des Amtes Bederkesa veröffentlichte, zeichnete er jedoch die Rosenburg lagerichtig ein. Trotzdem ging das Wissen um die Lage der Rosenburg gelegentlich verloren. Die Kurhannoversche Landesaufnahme von 1764 bis 1786 kennt die Rosenburg nicht. Auch 1913 wusste man sie nicht zu lokalisieren.

## Name
Bezüglich des Namens besteht Einigkeit darüber, dass er mit der Rose nichts zu tun hat. Es wird darüber gerätselt, ob der Name etwas mit Ross (Pferdeburg), dem englischen und niederdeutschen rush = Binse (Burg in den Binsen, Sumpfburg) oder wie Russland etwas mit der alten Bezeichnung rus für Wikinger (Wikingerburg) zu tun hat.

## Burgherren
Mangels Urkunden lässt sich hierzu nur vermuten, dass die Burg den von 1247 bis vor 1330 nachweisbaren Ministerialen von Debstedt gehörte, die auf einem benachbarten Edelhof lebten.